# The Road, Part 1
The Road, Part 1 – siódmy album brytyjskiej grupy muzycznej Unkle, kompozycji Jamesa Lavelle'a, wydany 18 sierpnia 2017 przez Mystic Production. W projekt zaangażowani byli m.in.: Andrew Innes (Primal Scream), Liela Moss (The Duke Spirit), Troy Van Leeuwen (Queens Of The Stone Age).

## Lista utworów
1. „Iter I: Have You Looked at Yourself” – 0:49
2. „Farewell” – 6:16
3. „Looking for the Rain” – 6:01
4. „Cowboys or Indians” – 6:20
5. „Iter II: How Do You Feel” – 1:06
6. „Nowhere to Run/Bandits” – 5:34
7. „Iter III: Keep on Runnin'” – 0:56
8. „Stole Enough” – 3:09
9. „Arm's Length” – 4:56
10. „Iter IV: We Are Stardust” – 0:59
11. „Sonata” – 5:18
12. „The Road” – 6:22
13. „Iter V: Friend or Foe” – 0:33
14. „Sunrise (Always Come Around)” – 6:42
15. „Sick Lullaby” – 4:33[5]